# Pedicellaster indistinctus
Pedicellaster indistinctus är en sjöstjärneart som beskrevs av Alexander Michailovitsch Djakonov 1950. Pedicellaster indistinctus ingår i släktet Pedicellaster och familjen Pedicellasteridae. Inga underarter finns listade i Catalogue of Life.